# Manaichmos
Manaichmos (altgriechisch Μάναιχμος Mánaichmos) war ein antiker griechischer Philosoph (Platoniker). Seine Lebenszeit ist unbekannt.
Manaichmos ist nur durch einen kurzen ihn behandelnden Eintrag in der Suda, einer byzantinischen Enzyklopädie, bekannt. Der Suda zufolge stammte er entweder aus Alopekonnesos, einer Stadt auf der Halbinsel Gallipoli, oder von der Marmara-Insel (griechisch Prokonnesos). Daher wird er auch Manaichmos von Alopekonnesos genannt. Laut dem Suda-Eintrag verfasste er philosophische Werke, darunter einen Kommentar zu Platons Dialog Politeia in drei Büchern.
In der Forschung ist ohne durchschlagenden Erfolg versucht worden, ihn mit anderweitig bezeugten Personen namens Menaichmos (Μέναιχμος) zu identifizieren, insbesondere mit dem bekannten Mathematiker Menaichmos, einem Freund Platons. Die Gleichsetzung mit dem Mathematiker wurde schon im 19. Jahrhundert vorgeschlagen. Sie ist im 20. Jahrhundert insbesondere von François Lasserre vertreten worden, der auf dieser Basis eine Reihe von Vermutungen zum Politeia-Kommentar vorgetragen hat, doch hat sich seine Hypothese nicht durchsetzen können. Das Gegenargument lautet, dass der Autor des Suda-Eintrags Manaichmos nur als Philosophen und Platon-Kommentator und nicht als Mathematiker kennt.